# 윤병한

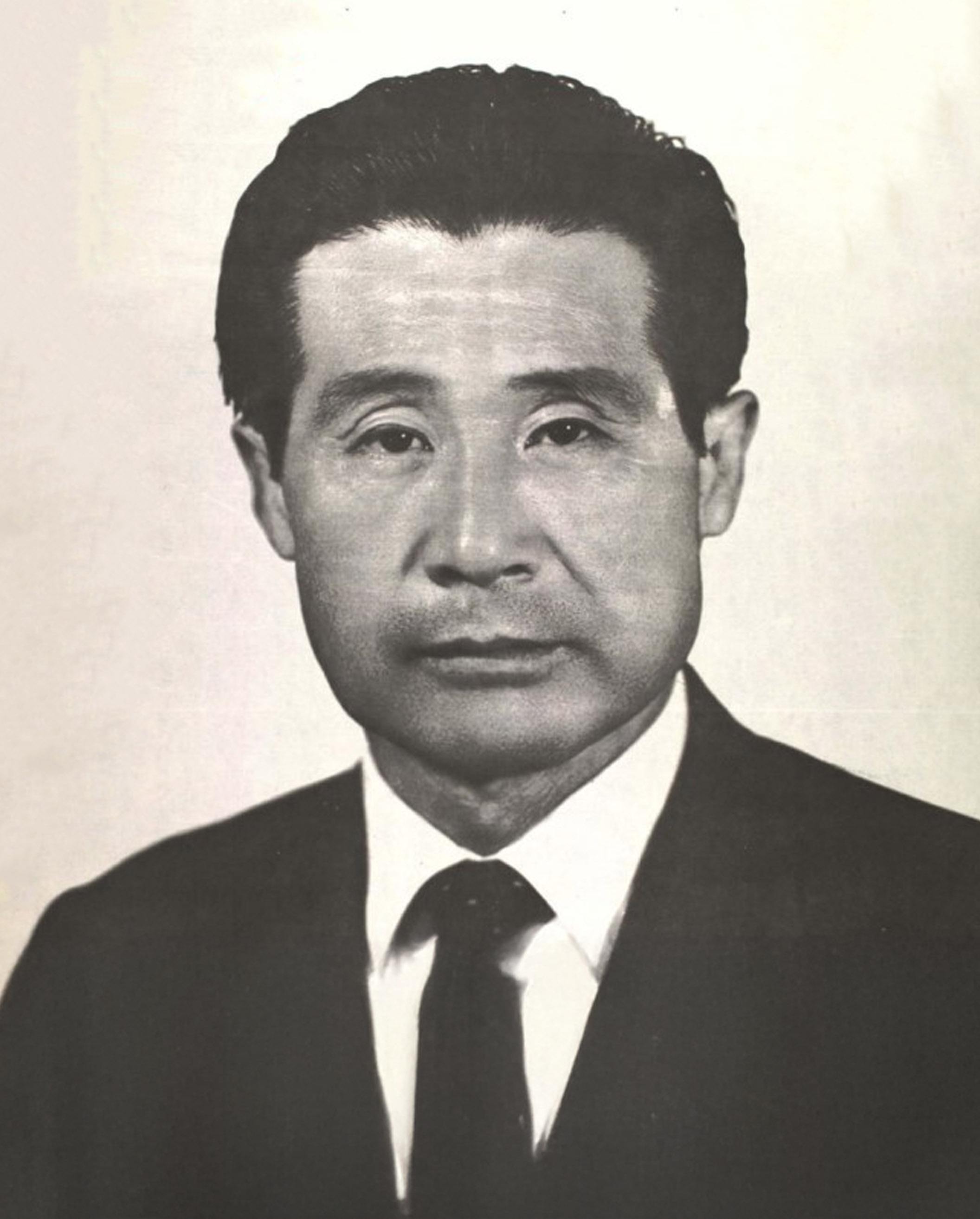

윤병한(1917년 12월 10일~2000년 4월 5일)은 대한민국의 정치인이다. 제5대 국회의원을 지냈다.

## 역대 선거 결과
|  | 25.53% |

|  | 23.29% |

|  | 1.74% |

|  | 4.08% |

|  | 6.36% |